# Пасиван транспорт
Пасиван транспорт је врста транспорта материје кроз ћелијску мембрану. Врши се захваљујући разлици у концентрацији са једне и друге стране мембране, односно из средине са већом у средину са мањом концентрацијом (низ хемијски градијент), при чему се енергија не троши. Облици пасивног транспорта су:
- осмоза,
- дифузија и
- олакшана дифузија.

(види:Ћелија (биологија)).